# آرا آبرامیان
آرا آرشاویری آبرامیان (ارمنی: Արա Արշավիրի Աբրահամյան؛ زادهٔ ۱۵ آوریل ۱۹۵۷) کنشگر اجتماعی، انسان‌دوست و کارآفرین سرشناس اهل ارمنستان است.

## زندگی
در ۱۵ آوریلِ ۱۹۵۷ در روستای مالیشکا، ناحیه یغگنادزور به دنیا آمد. والدین وی پزشک بودند. وی از دانشگاه ملی علوم کشاورزی ارمنستان و در رشته اقتصاد از دانشگاه دولتی ایروان فارغ‌التحصیل شد. در سال ۱۹۸۹ وی به عنوان معاون یکی از بخش‌های وزارت صنایع الکتریکی شوروی منصوب شد. از سال ۲۰۰۰ سمت ریاست اتحادیه ارمنیان ساکن روسیه را برعهده دارد. از سال ۲۰۰۳ ریاست کنگره جهانی ارمنی را برعهده دارد. وی همچنین از سال ۲۰۰۳ سفیر حسن‌نیت یونیسف می‌باشد.

## نشان‌ها و دستاوردها
- ۱۹۹۱- “Honored Employee” medal by USSR Ministry of Electronic Industry
- ۱۹۹۶ - Russian Federation Presidential Certificate of Honor
- ۱۹۹۸ - Night cross of Saint Constantine the Great
- ۱۹۹۹ – Honored builder of Russia
- ۱۹۹۹ – UNESCO Certificate of Honor for high social activity (for participation in rebuilding the Kremlin Fortress)
- ۲۰۰۰ - “Saint Enlightener Order”, the highest award of the Armenian Apostolic Church, for merits to the Armenian people.
- ۲۰۰۱ – “For genuine dedication” medal by “Orthodox Russia” Social Movement.
- ۲۰۰۱- “For strengthening Military Cooperation” medal by the Ministry of Defense of Russian Federation.
- ۲۰۰۱، ۲۰۰۳، ۲۰۰۵، ۲۰۱۱- “Man of the Year” national prize of Russian Federation for strengthening the civil society.
- ۲۰۰۲ – Order of Friendship of Russian Federation
- ۲۰۰۳ – Gold medal by the National Academy of Sciences of the Republic of Armenia.
- ۲۰۰۳ – UNESCO’s “Good Will Ambassador”
- ۲۰۰۵ - National order of the legion of Honor of France. For developing Russian-French relations and promoting greater cooperation.